# Persone di nome Rasmus
| Questa pagina contiene informazioni ricavate automaticamente dalle voci biografiche con l'ausilio del template Bio e di un bot. L'aggiornamento è periodico e automatico e ricostruisce completamente la pagina. Se manca una persona in questa lista, sei pregato di non aggiungerla, ma accertati piuttosto che la sua voce biografica contenga il template Bio e che i dati anagrafici siano correttamente compilati. Se il template Bio manca, inseriscilo tu stesso o, in alternativa, metti l'avviso {{tmp\|Bio}} che ne segnala la mancanza. Se i dati riportati sono sbagliati, correggi direttamente la voce biografica; le modifiche saranno visibili in questa lista entro pochi giorni. Per chiarimenti vedi il progetto antroponimi. La lista contiene solo le 56 persone che sono citate nell'enciclopedia e per le quali è stato implementato correttamente il template Bio. Pagina aggiornata al 23 mag 2025. |

Questa è una lista di persone presenti nell'enciclopedia che hanno il nome Rasmus, suddivise per attività principale.

## Attori(1)
- Rasmus Rasmussen, attore norvegese (Molde, n. 1862 - Oslo, † 1932)

## Calciatori(25)
- Rasmus Alm, calciatore svedese (Landskrona, n. 1995)
- Rasmus Bengtsson, ex calciatore svedese (Malmö, n. 1986)
- Rasmus Carstensen, calciatore danese (Silkeborg, n. 2000)
- Rasmus Christensen, calciatore danese (n. 1991)
- Rasmus Christiansen, calciatore danese (n. 1989)
- Rasmus Daugaard, ex calciatore danese (n. 1976)
- Rasmus Elm, ex calciatore svedese (Kalmar, n. 1988)
- Rasmus Falk Jensen, calciatore danese (Middelfart, n. 1992)
- Rasmus Green, calciatore danese (n. 1980 - Næstved, † 2006)
- Sebastian Holmén, calciatore svedese (Borås, n. 1992)
- Rasmus Højlund, calciatore danese (Copenaghen, n. 2003)
- Rasmus Jönsson, calciatore svedese (Viken, n. 1990)
- Rasmus Karjalainen, calciatore finlandese (Oulu, n. 1996)
- Rasmus Lauritsen, calciatore danese (Brande, n. 1996)
- Rasmus Lindgren, ex calciatore svedese (Landskrona, n. 1984)
- Rasmus Minor Petersen, ex calciatore danese (Svendborg, n. 1988)
- Rasmus Kristensen, calciatore danese (Brande, n. 1997)
- Rasmus Peetson, calciatore estone (Pärnu, n. 1995)
- Rasmus Nicolaisen, calciatore danese (Aulum, n. 1997)
- Rasmus Schüller, calciatore finlandese (Espoo, n. 1991)
- Rasmus Sjöstedt, calciatore svedese (Färjestaden, n. 1992)
- Rasmus Thelander, calciatore danese (Copenaghen, n. 1991)
- Rasmus Thellufsen, calciatore danese (Sæby, n. 1997)
- Rasmus Vinderslev, calciatore danese (Aalborg, n. 1997)
- Rasmus Würtz, ex calciatore danese (Skive, n. 1983)

## Canottieri(1)
- Rasmus Quist Hansen, canottiere danese (Middelfart, n. 1980)

## Cantanti(1)
- Rasmus Seebach, cantante danese (n. 1980)

## Cestisti(1)
- Rasmus Larsen, cestista danese (Rudersdal, n. 1994 - Charleroi, † 2015)

## Ciclisti su strada(4)
- Rasmus Guldhammer, ex ciclista su strada danese (Vejle, n. 1989)
- Rasmus Christian Quaade, ex ciclista su strada e pistard danese (Copenaghen, n. 1990)
- Rasmus Søjberg Pedersen, ciclista su strada danese (Esbjerg, n. 2002)
- Rasmus Tiller, ciclista su strada norvegese (Trondheim, n. 1996)

## Direttori della fotografia(1)
- Rasmus Videbæk, direttore della fotografia danese (Copenaghen, n. 1973)

## Fisici(1)
- Rasmus Bartholin, fisico, medico e scienziato danese (Roskilde, n. 1625 - Copenaghen, † 1698)

## Ginnasti(2)
- Rasmus Hansen, ginnasta danese (Flemløse, n. 1885 - Viby, † 1967)
- Rasmus Rasmussen, ginnasta danese (n. 1899 - † 1974)

## Giocatori di calcio a 5(1)
- Rasmus Johansson, giocatore di calcio a 5 e calciatore danese (n. 1995)

## Giocatori di curling(1)
- Rasmus Wranå, giocatore di curling svedese (Solna, n. 1994)

## Giornalisti(1)
- Rasmus Fleischer, giornalista svedese (Halmstad, n. 1978)

## Golfisti(1)
- Rasmus Højgaard, golfista danese (Aarhus, n. 2001)

## Informatici(1)
- Rasmus Lerdorf, programmatore danese (Qeqertarsuaq, n. 1968)

## Linguisti(1)
- Rasmus Christian Rask, linguista e glottologo danese (Brændekilde, n. 1787 - Copenaghen, † 1832)

## Ostacolisti(1)
- Rasmus Mägi, ostacolista estone (Tartu, n. 1992)

## Pallamanisti(1)
- Rasmus Lauge Schmidt, pallamanista danese (Randers, n. 1991)

## Pallavolisti(1)
- Rasmus Nielsen, pallavolista danese (Glamsbjerg, n. 1994)

## Pistard(1)
- Rasmus Pedersen, pistard e ciclista su strada danese (Odense, n. 1998)

## Politici(2)
- Rasmus Andresen, politico tedesco (Essen, n. 1986)
- Rasmus Paludan, politico danese (n. 1982)

## Scacchisti(1)
- Rasmus Svane, scacchista tedesco (Allerød, n. 1997)

## Sceneggiatori(1)
- Rasmus Heisterberg, sceneggiatore danese (Copenaghen, n. 1974)

## Sciatori alpini(2)
- Rasmus Bakkevig, sciatore alpino norvegese (n. 2005)
- Rasmus Windingstad, sciatore alpino norvegese (n. 1993)

## Sciatori freestyle(1)
- Rasmus Stegfeldt, sciatore freestyle svedese (Åre, n. 1998)

## Scrittori(1)
- Rasmus Rasmussen, scrittore, politico e insegnante faroese (Miðvágur, n. 1871 - Tórshavn, † 1962)

## Triatleti(1)
- Rasmus Henning, triatleta danese (Copenaghen, n. 1975)